# Murmansk
För andra betydelser, se Murmansk (olika betydelser).

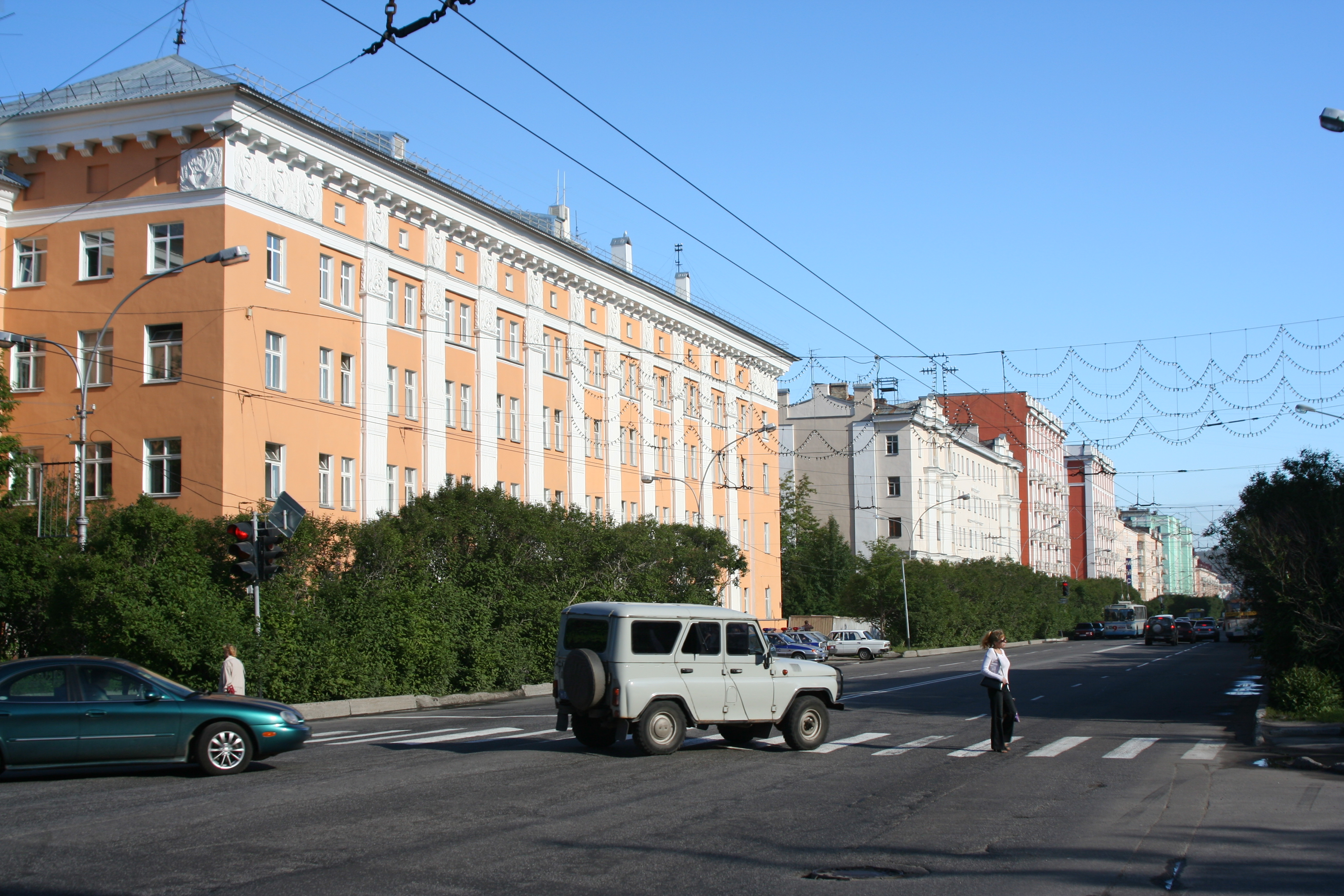
Centrala Murmansk.

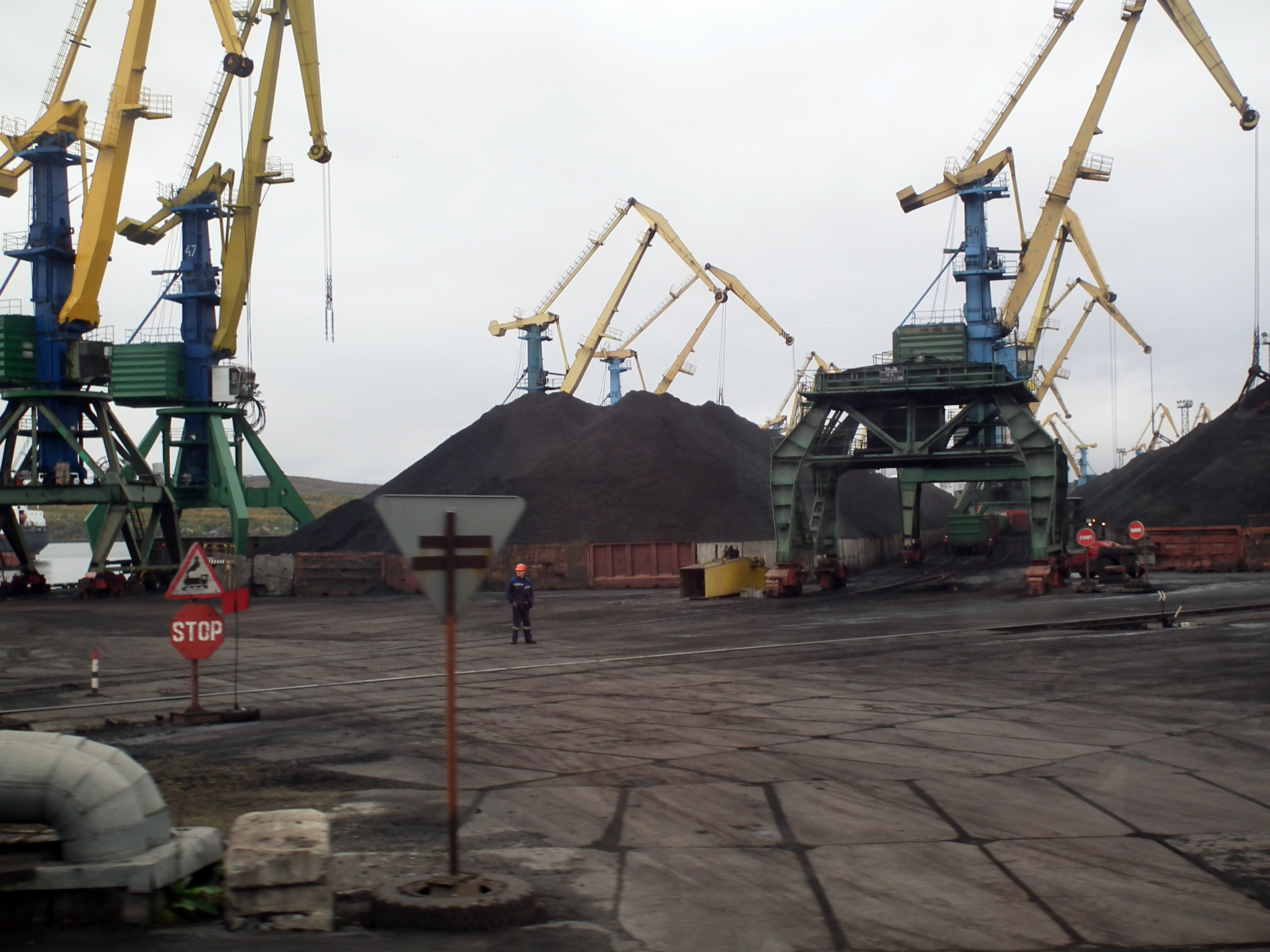
Kolhamnen i Murmansk.

Murmansk (ryska: Му́рманск, IPA: [ˈmurmənsk]; kildinsamiska: Мӯрман ланнҍ; nordsamiska: Murmánska; skoltsamiska: Muurman) är en stad i nordvästra Ryssland, belägen på östra sidan av Murmanskfjorden på Kolahalvöns nordkust. Den har strax över 300 000 invånare och är därmed den största staden på Nordkalotten samt även den största i världen norr om norra polcirkeln. Staden är administrativ huvudort för Murmansk oblast.
Murmansk har en hamn mot Barents hav, och ligger inte långt ifrån Norge, Sverige och Finland. Hamnen hålls isfri året runt tack vare de varma strömmarna från Nordatlanten. I och kring staden finns flera stora militära installationer. Högkvarteret för ryska ishavsflottan finns i Murmansk.

## Murmansks historia
Före första världskriget var Murmansk bara en liten by. När den isfria hamnen i Murmansk byggdes 1915–1916 och förbands med järnvägen till Petrograd (det krigstida namnet på Sankt Petersburg) började stadens utveckling till storstad. Officiellt grundades staden den 4 oktober 1916 under namnet Romanov-na-Murmane (Romanov-på-Murman). Efter ryska revolutionen fick staden sitt nuvarande namn. 
Staden var 1918–1920 besatt av Ententemakternas antibolsjevikiska interventionsstyrkor och vita styrkor.
Under andra världskriget fick Murmansk stor betydelse eftersom krigsmateriel kunde komma via dess hamn till Sovjetunionen från USA och Storbritannien. Murmansk förstördes till stor del av tyska bombningar men återuppbyggdes efter kriget. 
År 1989 organiserade norska, danska, svenska och finska freds- och miljöorganisationer Freds- och miljöfestivalen i Murmansk.

## Dagens Murmansk
Murmansk är den största staden norr om polcirkeln och är administrationscentrum för Murmansk oblast. Staden är indelad i tre huvuddistrikt; Leninskij, Oktiabrskij och Pervomajskij. I Murmansk finns en handelshamn som grundades 1915, en fiskehamn från 1934, den första ryska trålaren, från 1920, isbrytare och många andra företag och verksamheter. De två största näringsgrenarna i Murmansk är just fiske och transport. En stor del av tonnaget består av kol som fraktas till Murmansk med järnväg från kolgruvorna i Sibirien, på östra sidan av Uralbergen. År 2009 fraktades 12,2 miljoner ton kol genom hamnen.

Turismen i Murmansk är också viktig, till Murmansk kommer besökare från hela världen för att åka med isbrytare till Nordpolen, skidsport och laxfiske.

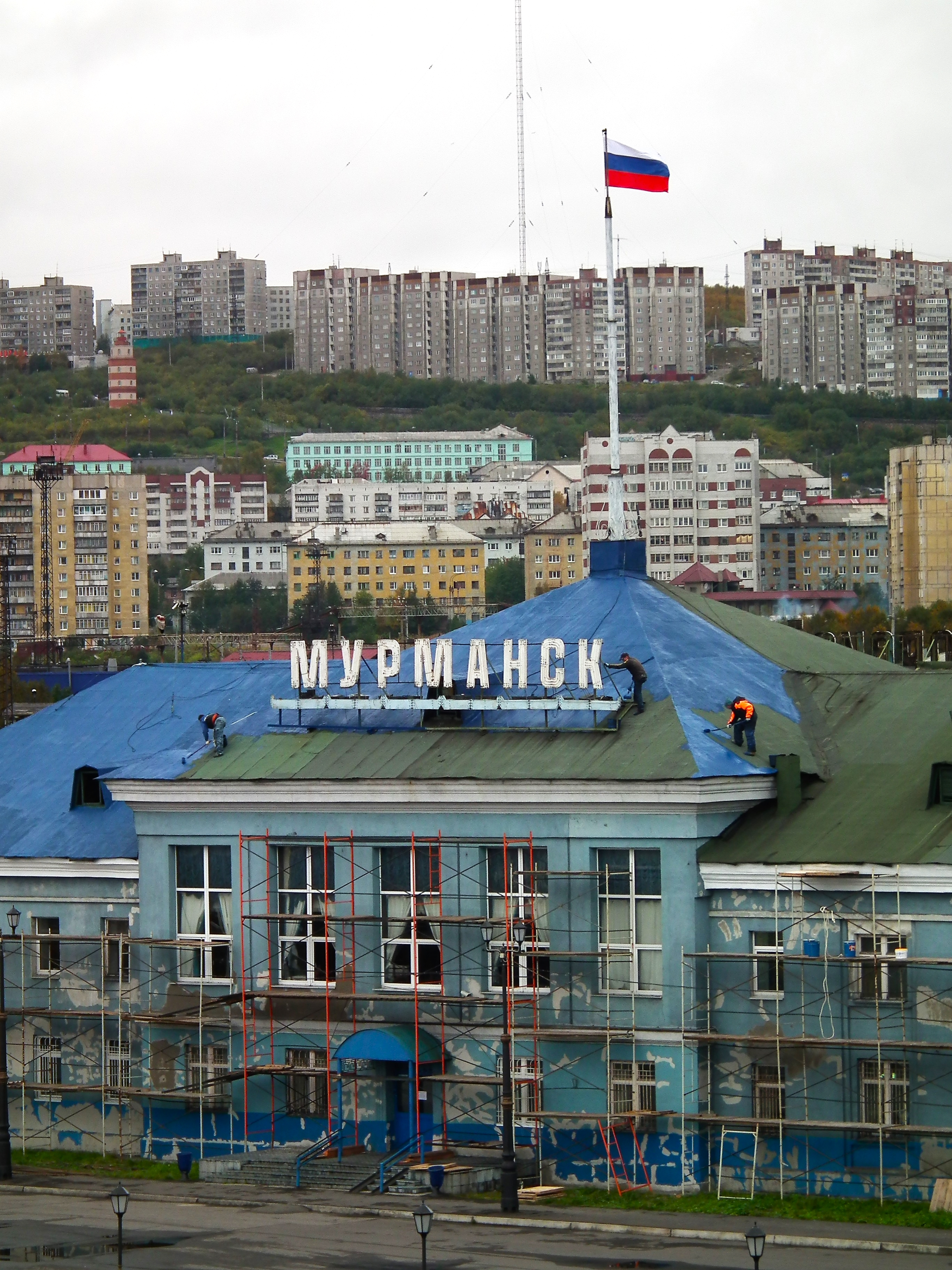
Murmansk sedd från hamnen

## Administrativ indelning och befolkningsutveckling
Murmansk är indelad i tre stadsdistrikt. 
| Stadsdistrikt | Invånarantal 9 oktober 2002 | Invånarantal 14 oktober 2010 | Invånarantal 1 januari 2015 |
| ------------- | --------------------------- | ---------------------------- | --------------------------- |
| Leninskij     | 97 755                      | 90 331                       | Ingen uppgift               |
| Oktiabrskij   | 104 831                     | 95 569                       | Ingen uppgift               |
| Pervomajskij  | 133 551                     | 121 357                      | Ingen uppgift               |
| TOTALT        | 336 137                     | 307 257                      | 305 236                     |

Staden har upplevt en kraftig befolkningsminskning sedan början av 1990-talet. Innan Sovjetunionen upplöstes var lönen mer än dubbelt så hög - 120 procent högre - än i de södra delarna av landet. Semestern var 49 dagar mot 24, och vart tredje år fick arbetarna en gratis resa till valfri ort.
Vid folkräkningen 1989 hade Murmansk 468 039 invånare.

## Resemöjligheter

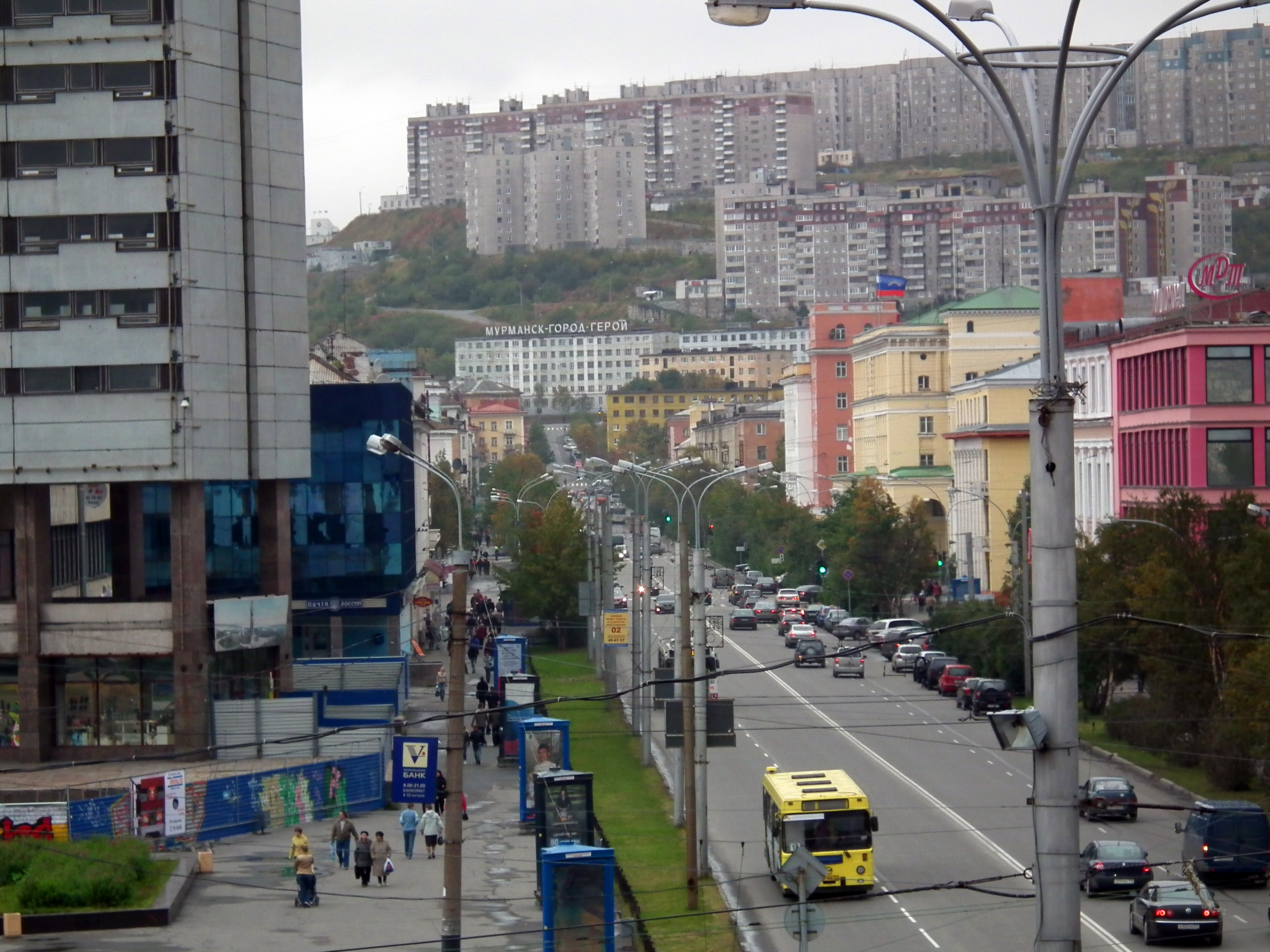
Murmansk 2010.

Det finns flyg till Murmansk från Sankt Petersburg och Moskva, samt från Norge och Finland. Det går tåg från Sankt Petersburg (28 timmar) och Moskva (36 timmar). Det finns bilvägar från Norge och Finland, där det också går bussar.